# Cormoran
Phalacrocoracidae
Pour les articles homonymes, voir Cormoran (série télévisée).
Famille
Les Phalacrocoracidae sont une famille d'oiseaux aquatiques constituée de 3 genres et de 36 espèces vivantes. Cette famille est celle des oiseaux de mer connus sous le nom de cormorans. Il s'agit d'un groupe très homogène, tant pour ce qui concerne la morphologie que le régime alimentaire piscivore, ou les mœurs générales. Pour cette raison, les 36 espèces de cormorans sont le plus souvent réunies dans un genre unique, le genre Phalacrocorax éponyme de la famille. Un cormoran peut vivre 20 ans .

## Classification
En dépit d'études récentes préconisant la distinction de trois genres (Microcarbo, Phalacrocorax et Leucocarbo), toutes les listes internationales actuelles — à l'exception de celle du Congrès ornithologique international qui valide cette recommandation — ne reconnaissent que le genre Phalacrocorax. Une étude datant de 2014 a mené le COI à reconnaître un quatrième genre, Gulosus, dont le seul représentant est le cormoran huppé.
Auparavant, les classifications ont reconnu les genres :
- Nannopterum pour Nannopterum harrisi, maintenant le Cormoran aptère
- Leucocarbo pour Leucocarbo atriceps ou Cormoran impérial.

## Description

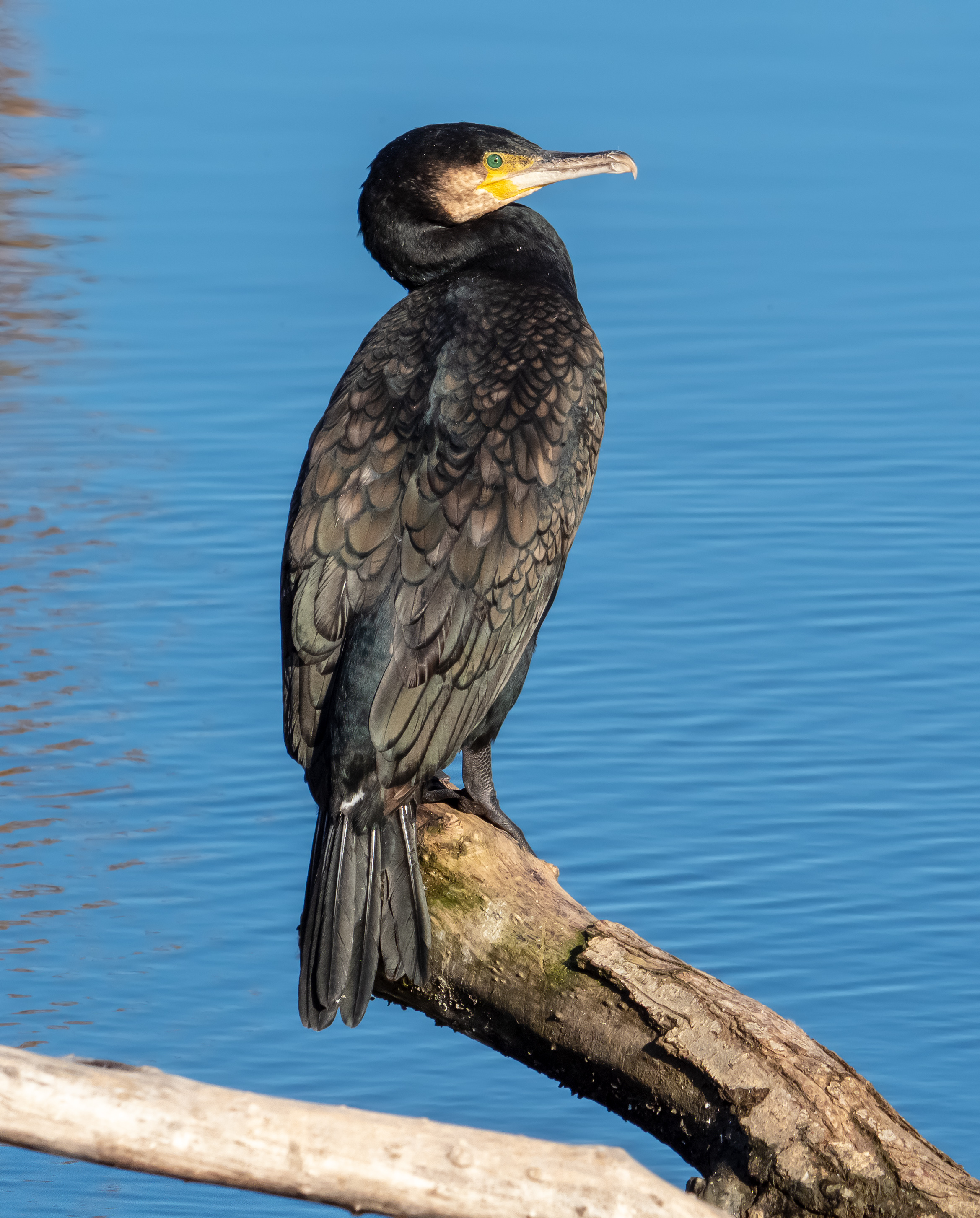
Cormoran sur la rivière Regnitz en Allemagne. Novembre 2018.

Ce sont des oiseaux aquatiques, de taille moyenne à grande (de 45 à 100 cm), au corps allongé, au long cou et au bec puissant et crochu. Les cormorans arborent généralement un plumage noir et un long cou flexible. Ils pèsent de 1,5 à 3,5 kilogrammes.

### Plumage et perméabilité

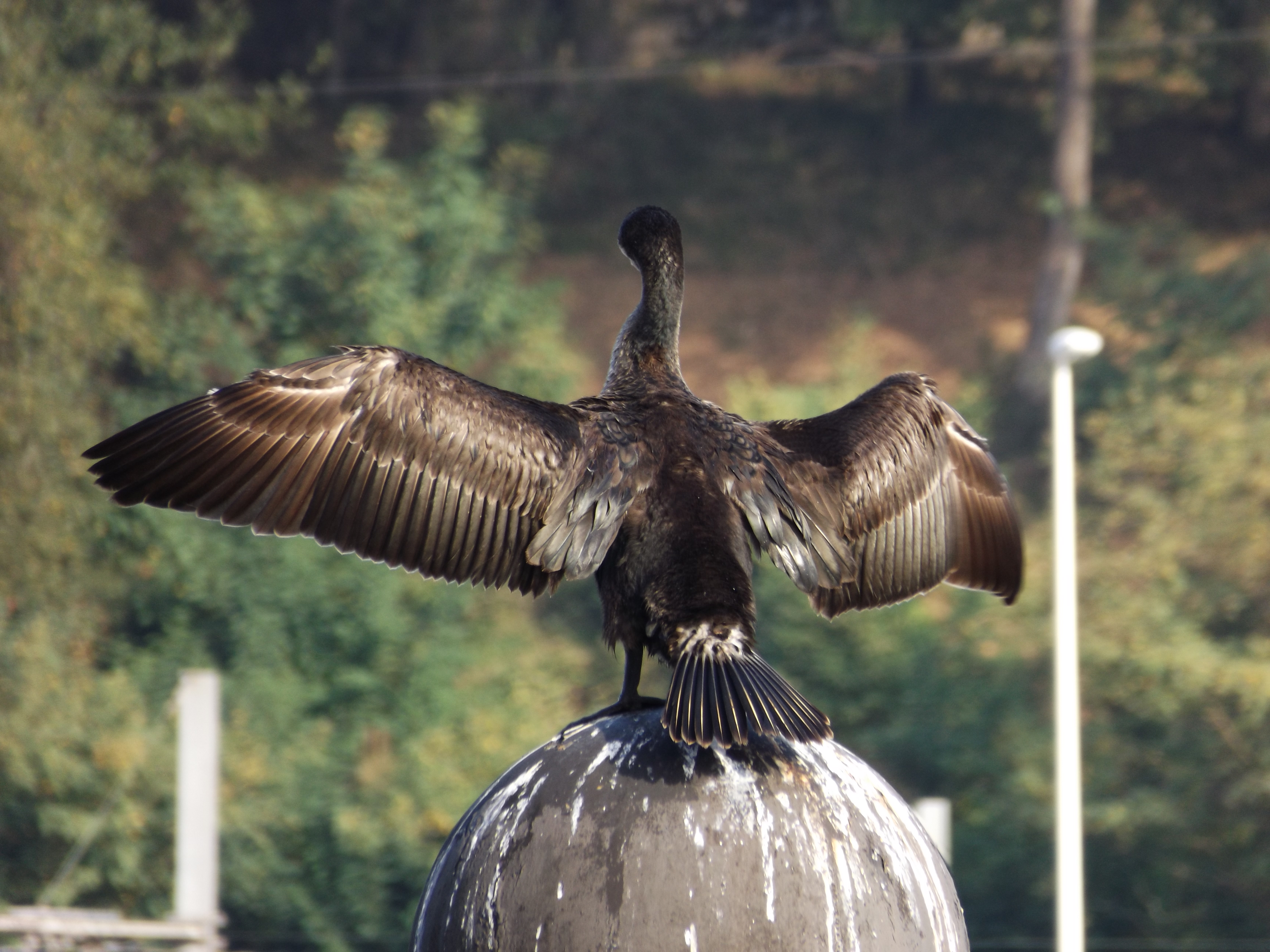
Cormoran déployant ses ailes en étendard.

Le plumage du cormoran est partiellement perméable, du fait que les trois quarts de la surface de ses plumes (constituée par la partie la plus externe) ne comportent pas de crochets sur les barbules, rendant celles-ci libres et perméables. Cette propriété lui permet de dépenser moins d'énergie pour plonger, car moins d'air est emmagasiné dans son plumage que chez les autres oiseaux aquatiques, le rendant ainsi plus lourd.
Il est communément admis que la position du cormoran, dite "en étendard", ailes déployées à la sortie de l’eau, est une stratégie héliothermique de régulation qui lui permet de sécher ses plumes. Cependant, certaines études tendent à démontrer que ce comportement permet au cormoran une meilleure thermorégulation et facilite sa digestion, grâce à l'activation de ses muscles pectoraux qui réchauffent ainsi le contenu de son estomac. Selon ces études, cette fonction serait même le premier objet de cette position, avant le séchage de son plumage. Ce même comportement pourrait également avoir un rôle social.

## Comportement

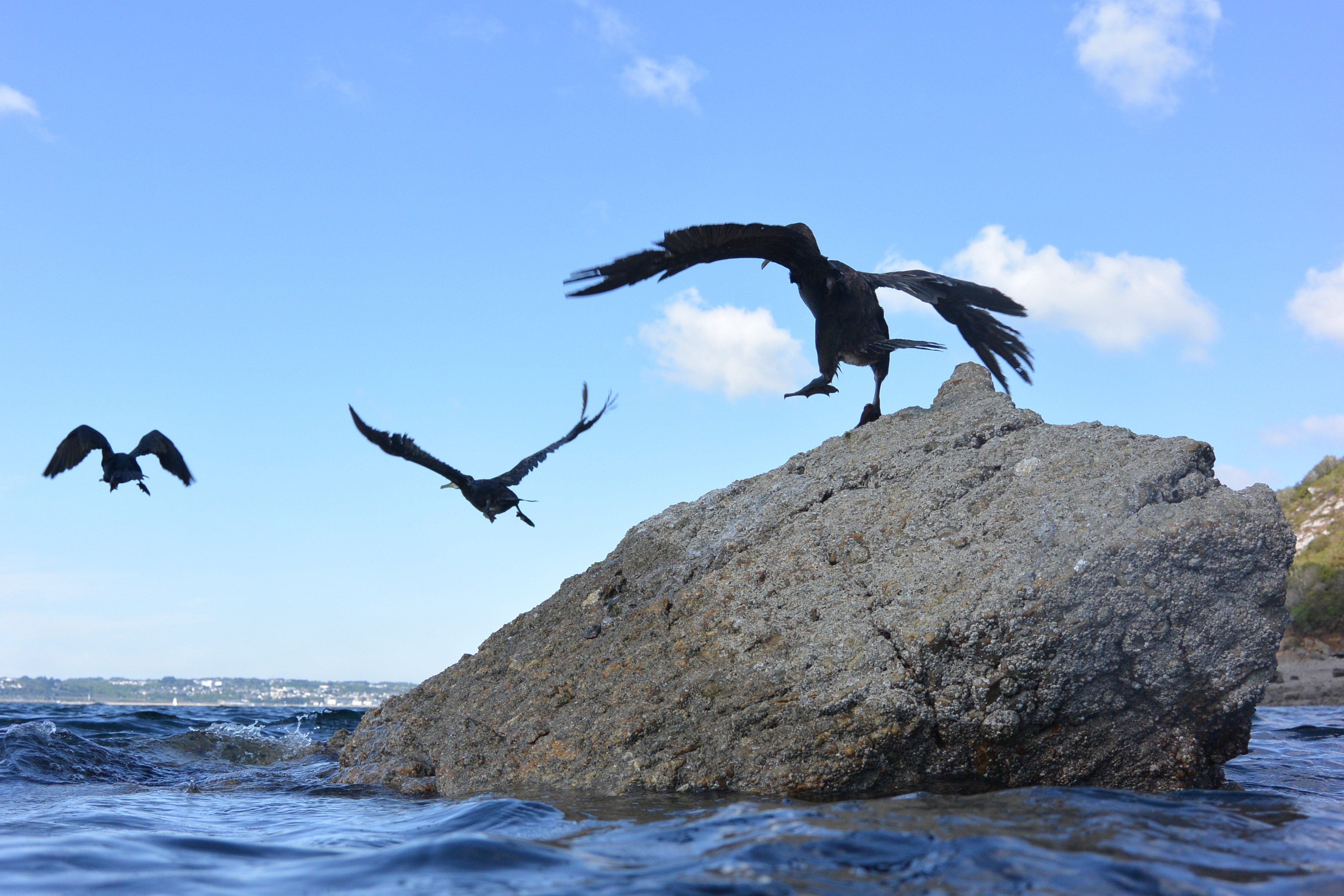
Envol

En surface, il nage avec le corps très enfoncé, de sorte que, de loin, on ne voit dépasser que son cou. Très à l'aise sous l'eau, il peut nager en apnée jusqu'à une quarantaine de mètres de profondeur pendant plus de deux minutes, mais en général, il n'excède pas les 10 mètres pour des plongeons d'une trentaine de secondes. Quand le cormoran plonge, il peut parcourir 45 m en 40 s sans bouger les ailes, ni les pattes. Il se déplace sous l'eau avec vélocité afin de capturer ses proies  : les poissons, aussi bien de mer que d'eau douce. Le cormoran pique jusqu'à 100 km/h et vole à 80 km/h. La loi autorise en France l'abattage par des personnes accréditées de 32 000 Grands Cormorans.

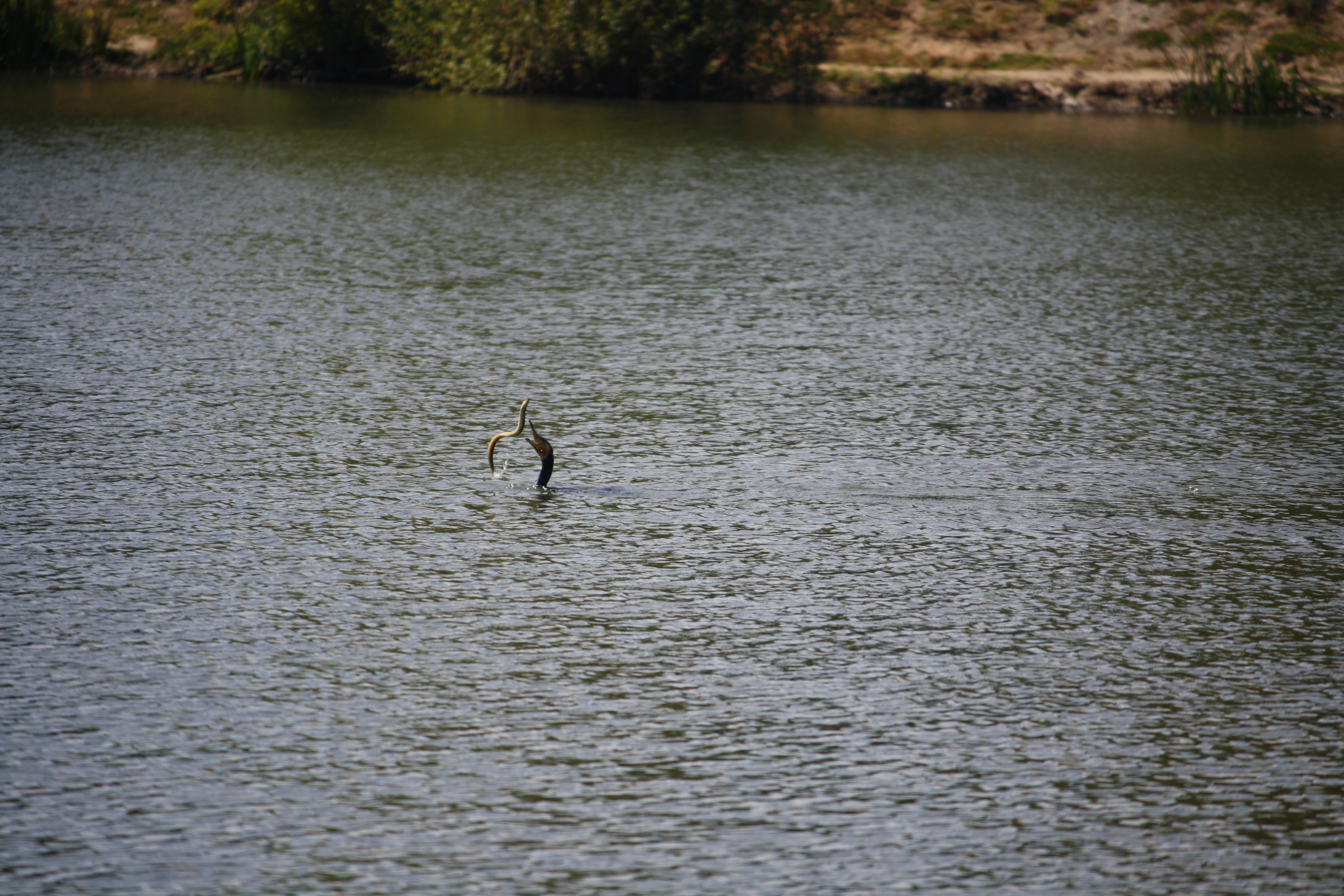
cormoran attrapant une anguille

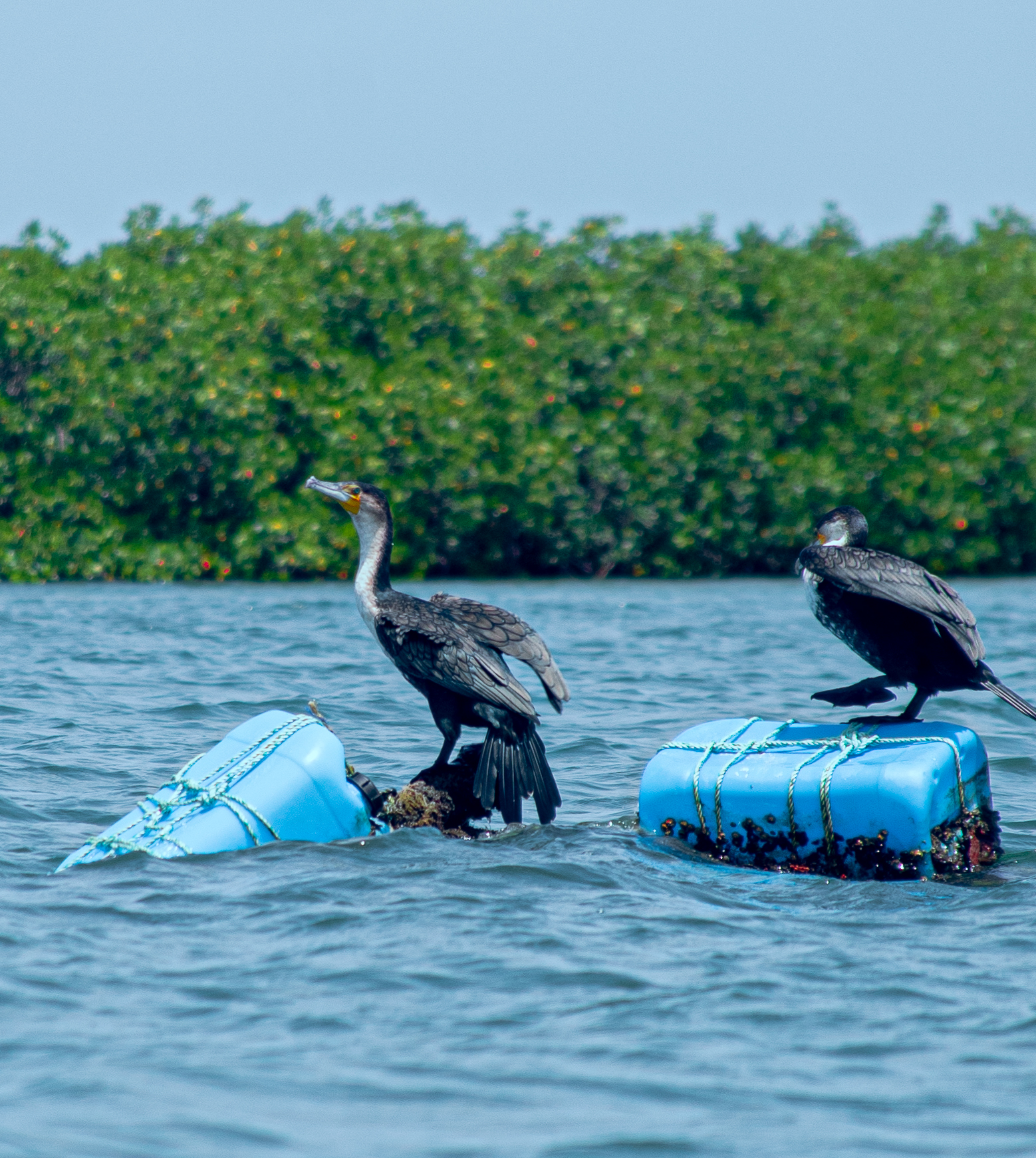
Un couple de Cormoran sur des bidons photographié pendant La Wiki Loves Earth 2024 au Sénégal

## Habitat
Cosmopolites, avec la plus grande diversité en régions tropicales et tempérées, observables même en régions australes (Terre de Feu), en arctique et en antarctique, les cormorans fréquentent les étendues d'eau libre, à la fois sur les côtes et à l'intérieur des terres.
Les espèces les plus courantes en France sont le Grand Cormoran, une espèce marine que l'on retrouve également sur les fleuves, rivières et plans d'eau à l'intérieur des terres, et le Cormoran huppé qui est une espèce exclusivement marine. À l'exception de quelques incursions au large, le cormoran ne fréquente pas la haute mer et vit en général le long des côtes rocheuses et des falaises. On le retrouve sur presque tous les continents. Néanmoins, certaines espèces sont en voie de disparition ou protégées.
Sa grande diversité d'habitats l'oblige à s'adapter, mais c'est son comportement qui change et non sa physiologie (il ne baisse pas sa température corporelle). Ainsi, le Grand Cormoran vivant au Groenland mange deux fois plus en hiver que celui vivant en Normandie. Les cormorans réussissent également la prouesse de pêcher dans des eaux obscures, ce qui laisse planer des questions concernant d'éventuels moyens de détection autres que visuels.
Le Grand Cormoran est souvent vu en Angleterre, par exemple à Londres, à Liverpool, sur le canal entre Leeds et Liverpool et même en West Lancashire.
Protégé en France, le grand Cormoran est l'objet de différends entre associations de défense de l'environnement d'une part et pêcheurs et pisciculteurs d'autre part. Ces derniers estiment en effet que l'oiseau prélève trop de poissons dans les cours d'eau et piscicultures. La régulation de la population est autorisée, mais restreinte depuis 2022 aux seules zones de pisciculture.
,,. 

## Domestication

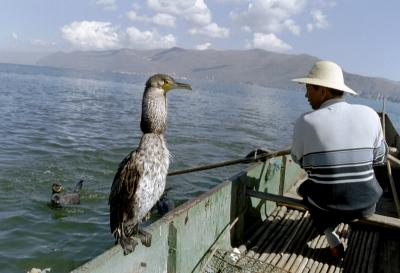
Un cormoran au cou cerclé et dressé pour la pêche sur le Lac Erhai près de Dali dans le Yunnan en Chine

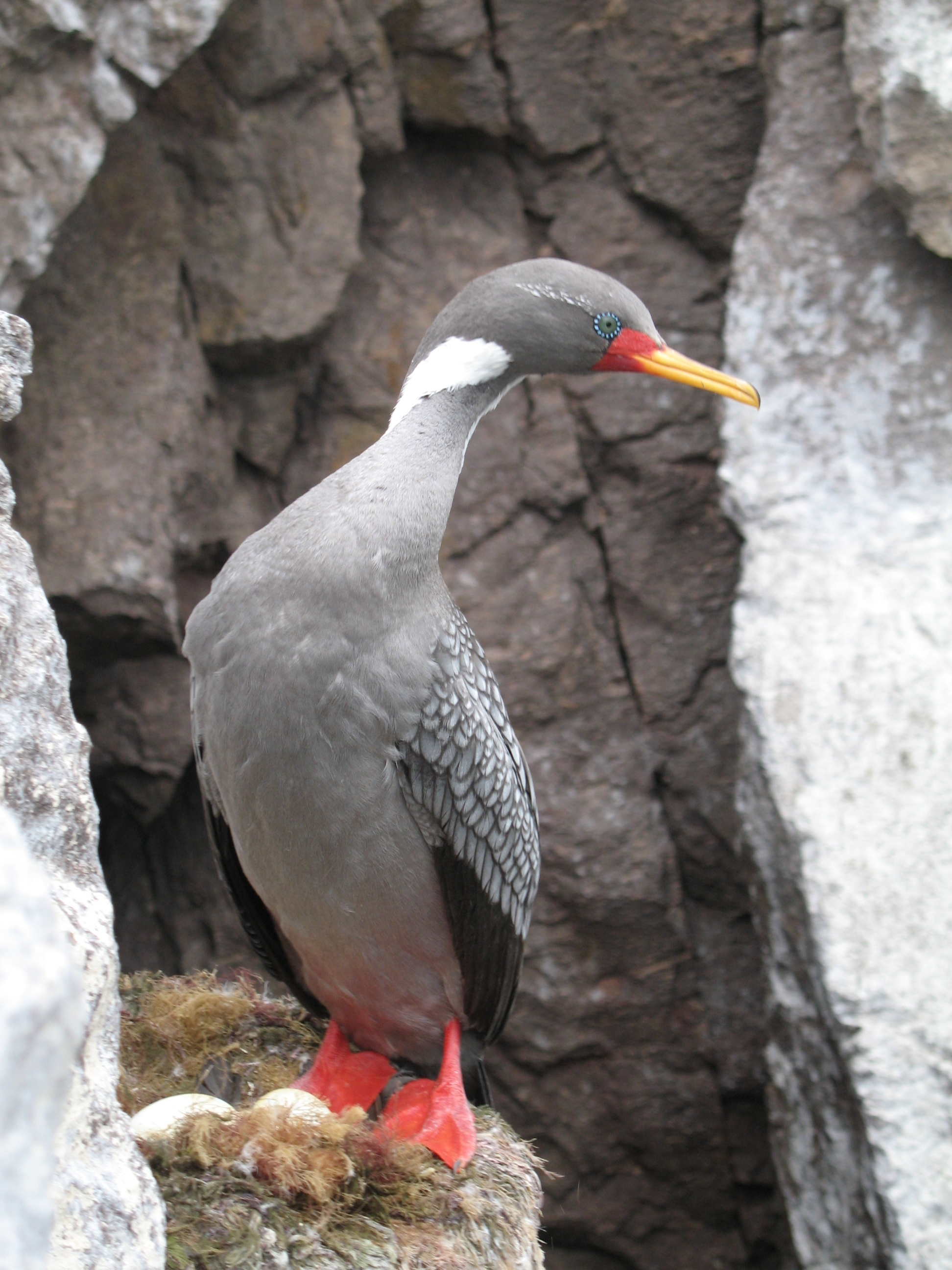
Cormoran de Gaimard — Phalacrocorax gaimardi

Principalement en Asie (comme en Chine et au Japon), le cormoran est domestiqué et utilisé pour la pêche en eaux douces, et ce, depuis plusieurs siècles (depuis 1 300 ans au Japon). Les oiseaux utilisés à cet effet possèdent un anneau autour du cou, qui les empêche d'avaler les poissons qu'ils attrapent. Une fois qu'il a attrapé un poisson, il est dressé pour revenir vers son maître, qui le lui retire. Contrairement à la Chine, où les cormorans sont libres, au Japon il est attaché par une ficelle sur laquelle le maître cormoran tire pour faire revenir son animal.
Alors que cette technique est toujours utilisée pour la pêche en Chine, au Japon elle n'est plus qu'une attraction touristique, comme dans la ville de Gifu dans la préfecture du même nom où elle se déroule de mai à octobre. Pendant longtemps, la pêche aux cormorans a été une activité importante au Japon, comme le soulignent les nombreuses allusions dans les idéogrammes utilisés dans les noms de familles et certaines expressions.

## Étymologie
Le terme cormoran est attesté sous la forme cormareng au XIIe siècle, puis cormoran fin XVe siècle. Il est issu de l'ancien français corp « corbeau » et *marenc (non attesté) « marin (de mer) », dérivé de mer avec le suffixe germanique -ing. Historiquement, ces oiseaux ont également été connus sous le nom de corbeaux d'eau.

Phalacrocorax est un composé de deux termes grecs : korax « corbeau » et phalakros « chauve ».

## Liste des espèces
D'après la classification de référence (version 14.1, 2024) de l'Union internationale des ornithologues, il y a 42 espèces (dont 1 éteinte) de Phalacrocoracidae réparties en 7 genres.
Liste des genres par ordre phylogénique :
- Microcarbo Bonaparte, 1856 (5 espèces) ;
- Poikilocarbo Boetticher, 1935 (1 espèce) ;
- Urile Bonaparte, 1856 (4 espèces dont 1 éteinte) ;
- Phalacrocorax Brisson, 1760 (12 espèces) ;
- Gulosus Montagu, 1813 (1 espèce) ;
- Nannopterum Sharpe, 1899 (3 espèces) ;
- Leucocarbo Bonaparte, 1856 (16 espèces).

### Liste détaillée des genres et des espèces par ordre phylogénique
- Microcarbo Bonaparte, 1856 (5 espèces) ;
  - Microcarbo pygmeus (Pallas, 1773) – Cormoran pygmée ;
  - Microcarbo africanus (Gmelin, JF, 1789) – Cormoran africain ;
  - Microcarbo coronatus (Wahlberg, 1855) – Cormoran couronné ;
  - Microcarbo niger (Vieillot, 1817) – Cormoran de Vieillot ;
  - Microcarbo melanoleucos (Vieillot, 1817) – Cormoran pie ;
- Poikilocarbo Boetticher, 1935 (1 espèce) ;
  - Poikilocarbo gaimardi (Garnot, 1828) – Cormoran de Gaimard ;
- Urile Bonaparte, 1856 (4 espèces dont 1 éteinte) ;
  - Urile penicillatus (Brandt, JF, 1837) – Cormoran de Brandt ;
  - Urile urile (Gmelin, JF, 1789) – Cormoran à face rouge ;
  - Urile pelagicus (Pallas, 1811) – Cormoran pélagique ;
  - † Urile perspicillatus (Pallas, 1811) – Cormoran de Pallas ;
- Phalacrocorax Brisson, 1760 (12 espèces) ;
  - Phalacrocorax neglectus (Wahlberg, 1855) – Cormoran des bancs ;
  - Phalacrocorax nigrogularis Ogilvie-Grant & Forbes, HO, 1899 – Cormoran de Socotra ;
  - Phalacrocorax featherstoniBuller, 1873 – Cormoran de Featherston
  - Phalacrocorax punctatus (Sparrman, 1786) – Cormoran moucheté ;
  - Phalacrocorax fuscescens(Vieillot, 1817) – Cormoran de Tasmanie ;
  - Phalacrocorax varius (Gmelin, JF, 1789) – Cormoran varié ;
  - Phalacrocorax sulcirostris (Brandt, JF, 1837) – Cormoran noir ;
  - Phalacrocorax fuscicollis Stephens, 1826 – Cormoran à cou brun ;
  - Phalacrocorax capensis (Sparrman, 1788) – Cormoran du Cap ;
  - Phalacrocorax capillatus (Temminck & Schlegel, 1850) – Cormoran de Temminck ;
  - Phalacrocorax lucidus (Lichtenstein, MHC, 1823) – Cormoran à poitrine blanche ;
  - Phalacrocorax carbo (Linnaeus, 1758) – Grand Cormoran ;
- Gulosus Montagu, 1813 (1 espèce) ;
  - Gulosus aristotelis (Linnaeus, 1761) – Cormoran huppé ;
- Nannopterum Sharpe, 1899 (3 espèces) ;
  - Nannopterum harrisi (Rothschild, 1898) – Cormoran aptère
  - Nannopterum brasilianum (Gmelin, JF, 1789) – Cormoran vigua
  - Nannopterum auritum (Lesson, RP, 1831) – Cormoran à aigrettes
- Leucocarbo Bonaparte, 1856 (16 espèces) ;
  - Leucocarbo magellanicus (Gmelin, JF, 1789) – Cormoran de Magellan ;
  - Leucocarbo bougainvillii (Lesson, RP, 1837) – Cormoran des Bougainville ;
  - Leucocarbo ranfurlyi (Ogilvie-Grant, 1901) – Cormoran de Bounty ;
  - Leucocarbo carunculatus (Gmelin, JF, 1789) – Cormoran caronculé ;
  - Leucocarbo onslowi (Forbes, HO, 1893) – Cormoran des Chatham ;
  - Leucocarbo chalconotus (Gray, GR, 1845) – Cormoran bronzé ;
  - Leucocarbo stewarti (Ogilvie-Grant, 1898) – Cormoran de Foveaux ;
  - Leucocarbo colensoi (Buller, 1888) – Cormoran des Auckland ;
  - Leucocarbo campbelli (Filhol, 1878) – Cormoran de Campbell ;
  - Leucocarbo atriceps (King, PP, 1828) – Cormoran impérial ;
  - Leucocarbo georgianus (Lönnberg, 1906) – Cormoran géorgien ;
  - Leucocarbo melanogenis (Blyth, 1860) – Cormoran de Crozet ;
  - Leucocarbo bransfieldensis (Murphy, 1936) – Cormoran antarctique ;
  - Leucocarbo verrucosus (Cabanis, 1875) – Cormoran des Kerguelen ;
  - Leucocarbo nivalis (Falla, 1937) – Cormoran de Heard ;
  - Leucocarbo purpurascens (Brandt, JF, 1837) – Cormoran de Macquarie.

Parmi celles-ci, une espèce est éteinte :
- † Urile perspicillatus (Pallas, 1811) – Cormoran de Pallas.